# Aeroporto Internacional de Túnis-Cartago
O Aeroporto Internacional de Túnis-Cartago (em árabe: مطار تونس قرطاج الدولي‎) é o aeroporto internacional que serve Túnis, a capital da Tunisia.
O nome do aeroporto deriva da histórica cidade de Cartago, localizada ao norte daquele aeródromo. É a base de operações para as quatro companhias aéreas: Tunisair, Nouvelair Tunisia, Sevenair e Tunisavia. Foi inaugurado em 1940, com capacidade para 5 milhões de passageiros. Em 2007 serviu 3 930 661 passageiros.
Todas as assistência em escala são fornecidas pela Tunisair Handling, uma filial 100% da Tunisair, de segurança e os serviços são prestados pela polícia e da alfândega. O aeroporto é servido por autocarros e táxis, mas não por via férrea.

## Acidentes
Em 7 de maio de 2002, um Boeing 737 da EgyptAir proveniente do Cairo tentaram desembarcar caiu a 4 milhas do aeroporto, matando 14 das 62 pessoas a bordo.